# Мононуклеоза
Мононуклеоза, која се назива и "болест пољупца", је заразна болест узрокована Епштајн-Баровим вирусом у 90% случајева, а у преосталих 10% цитомегаловирусом. Када се заразе деца, инфекција обично пролази без симптома. Међутим, уколико се одрасли заразе овим вирусом, у 25-75% случајева ће се развити следећи симптоми: повишена телесна температура, увећани лимфни чворови и упала грла.
Епштајн-Баров вирус је Б лимфотропни херпесвирус (има изразиту склоност за нападање Б лимфоцита), који је распрострањен широм света. Осим што узрокује инфекцијску мононуклеозу, овај вирус се повезује са карциномом грла и одређеним Б-ћелијским лимфомима.

## Пренос болести
ЕБВ се првенствено преноси путем пљувачке, а ређе трансфузијом крви. Обично се преноси пољупцем и додиривањем делова тела и предмета натопљених зараженом пљувачком. Вирус у домаћину остаје доживотно; првих 18 месеци након инфекције излучује се пљувачком, а након тога повремено. Особе слабијег имунолошког статуса (практично сви болесници с сидом и особе са пресађеним органима) чешће шире вирус.

## Симптоми
Четири до осам недеља након инфекције појављују се први симптоми: малаксалост, губитак апетита и грозница, који по неколико дана претходе почетку упале грла, повишеној температури и увећању лимфних чворова.
Тешки облик упале грла обично натера болеснике да потраже медицинску помоћ. Понекад ће болесници приметити само повишену температуру или увећане лимфне чворове или ће бити присутна само једна од компликација. Већина болесника жали се на главобољу и малаксалост.
Има и случајева где се јавља увећање јетре и слезине.

## Ток болести
Инфекцијска мононуклеоза је у већини случајева болест природно ограниченог трајања. Упала грла је интензивна 5-7 дана, а након тога јењава у току следећих 7-10 дана. Повишена температура обично траје 7-14 дана, али понекад може потрајати и нешто дуже. Лимфни чворови се најчешће смањују током 3 седмице. Умор је најтврдокорнији симптом. Већина болесника се за 3-4 недеље осећа довољно добро за повратак у школу или на посао, али неки болесници месецима могу осећати исцрпљеност, смањену концентрацију и немогућност обављања свакодневних активности. Обично су то болесници који су имали благи почетак болести, без тешког облика упале грла и високе температуре.

## Компликације
Компликације инфективне мононуклеозе нису честе, али могу бити јако драматичне па постају доминантне манифестације болести. Ту спадају:
- аутоимуна хемолитичка анемија која обично престаје за 1-2 месеца,
- блага тромбоцитопенија (смањење броја тромбоцита) у 50% случајева - престаје за 3-6 недеља,
- тешка тромбоцитопенија - врло ретка,
- блага гранулоцитопенија (смањење броја гранулоцитних леукоцита) - обично јењава за 3-6 седмица,
- тешка гранулоцитопенија - изузетно ретка, повезана са тешком инфекцијом или смрћу,
- прснуће слезине - ретка компликација која се јавља у другој или трећој седмици болести; симптоми су подмукла или нагла бол у трбуху, убрзан рад срца, низак крвни притисак, хладан зној,
- неуролошке компликације - парализа можданих нерава, упала мозга и можданих овојница (менингоенцефалитис), Гилејн-Баров синдром, церебрални напади, упала кичмене мождине, психоза,
- хепатитис - уобичајена је компонента инфекцијске мононуклеозе; готово 90% болесника има благо увећање јетриних ензима, али тешки или трајни поремећај јетре изузетно је редак.
- срчане абнормалности - врло ретке (упале срчаног мишића, констрикција срчаних артерија, промене у ЕКГ-у),
- опструкција дисајних путева због увећаних лимфних чворова.

## Може ли се умрети од инфективне мононуклеозе?
Више од 90% случајева болести има доброћудан и некомпликован ток. Ова болест је ретко смртоносна; неуролошке болести, опструкција дисајних путева и прснуће слезине најчешћи су узрок смрти у претходно здравих особа. Ризично стање названо Полно (x) везани лимфопролиферацијски синдром (XLP) или Данканов синдром јавља се код мушких особа. Око 10% мушкараца захваћених овим стањем умире након ЕБВ инфекције. Ова болест, о којој се још увек не зна довољно, се одликује енормним умножавањем лимфног ткива с могућим тешким имунолошким или хематолошким последицама као што су агамаглобулинемија, апластична анемија или лимфоцитни лимфом.

## Дијагноза
Осим набројаних симптома, дијагнозу потврђују следећи лабораторијски налази:
- повишен број леукоцита,
- повећан број атипичних лимфоцита (код 75% оболелих). Лимфоцити су врста белих крвних ћелија, који се у овој болести разликују од нормалних - увећани су и измењено им је једро,
- присуство хетерофилних антитела (у 50% деце и до 95% одраслих). То су антитела на овчије еритроците који се доказују тзв. моноспот тестом,
- блага гранулоцитопенија (смањење броја гранулоцитних леукоцита),
- блага тромбоцитопенија (смањење броја тромбоцита),
- благи пораст имуноглобулина IgM, IgG i IgA,
- благи раст јетриних ензима, као и раст јетре
- присуство ЕБВ-специфичних антитела - ови серолошки тестови са сигурношћу дијагностикују ЕБВ инфекцију, а могу се урадити одмах или ако су горенаведени налази противречни.

## РазликовањеЦМВиЕБВмононуклеозе
Болесници с мононуклеозом узрокованом цитомегаловирусом (ЦМВ) у просеку су старији и обично се болест карактерише упалом грла и температуром. Упала грла и увећање лимфних чворова ређе настају. Болест настаје подмуклије и спорије престаје него болест узрокована Епштајн-Бар-овим вирусом. Дијагноза се поставља изолацијом вируса у крви или специфичним антителима на ЦМВ.

## Лечење
Лечење је симптоматско јер нема лека против узрочника. Болесницима се препоручује:
- мировање - болесници треба да мирују, што не значи да треба строго да леже у кревету јер нема доказа да строги одмор поспешује опоравак,
- узимање већих количина течности док траје повишена температура,
- по потреби узети лекове за снижење високе температуре које препоручи лекар. Деца до 12 година требало би да избегавају ацетилсалицилну киселину (аспирин, андол) због опасности од компликација (Rey-ов синдром).
- пастиле или тврде бомбоне могу се узети код грлобоље јер њихово жвакање поспешује излучивање слине и гутање накупљеног секрета,
- избегавати физичку активност 6-8 недеља - због ретких компликација као што је напрснуће слезине,
- кортикостероиди могу олакшати симптоме упале грла, али се због нуспојава обично дају једино ако постоје компликације - опструкција дисајних путева и хематолошки поремећаји (анемија, гранулоцитопенија, тромбоцитопенија),
- алфа-интерферон - има антивирусно деловање и може смањити ширење ЕБВ, али се због високе цене примењује обично код особа с поремећајем имунитета.

## Превенција
За спречавање ширења мононуклеозе препоручује се избегавање контакта са пљувачком особа које су недавно преболеле мононуклеозу и одржавати висок степен хигијене, нарочито дечјих играчака и предмета које деца стављају у уста.
Као добар пример могу да послуже игре, односно играчке, које се играју разменом, као што су сличице, и слично.